# Feige 66
Feige 66 är en blåvit subdvärg i stjärnbilden Berenikes hår.
Stjärnan har visuell magnitud +10,59 och kräver en stark kikare eller teleskop för att kunna observeras.